# Herz-Jesu-Kirche (Bad Liebenwerda)

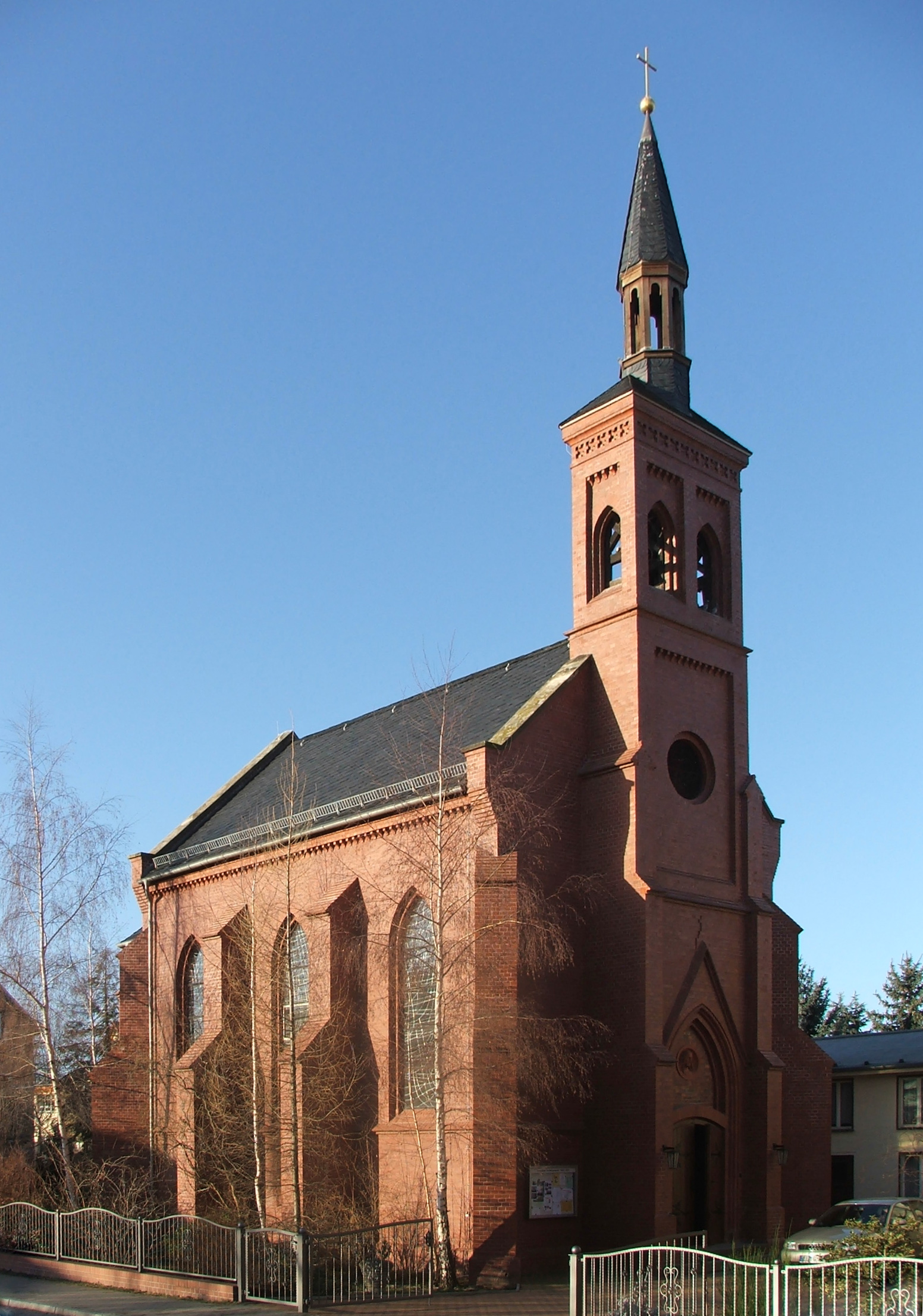
Herz-Jesu-Kirche von Nordosten

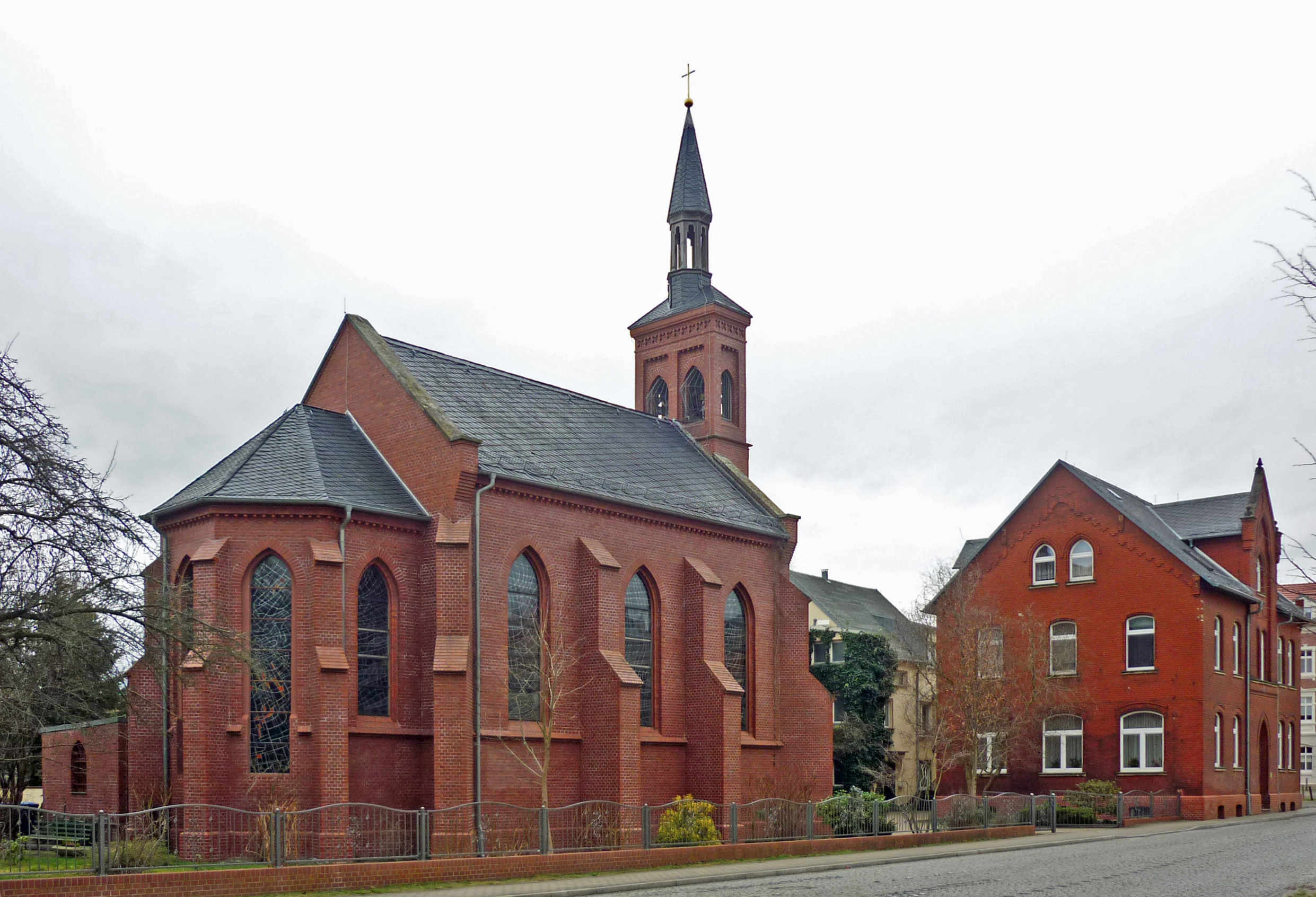
Herz-Jesu-Kirche und Pfarrhaus von Südosten

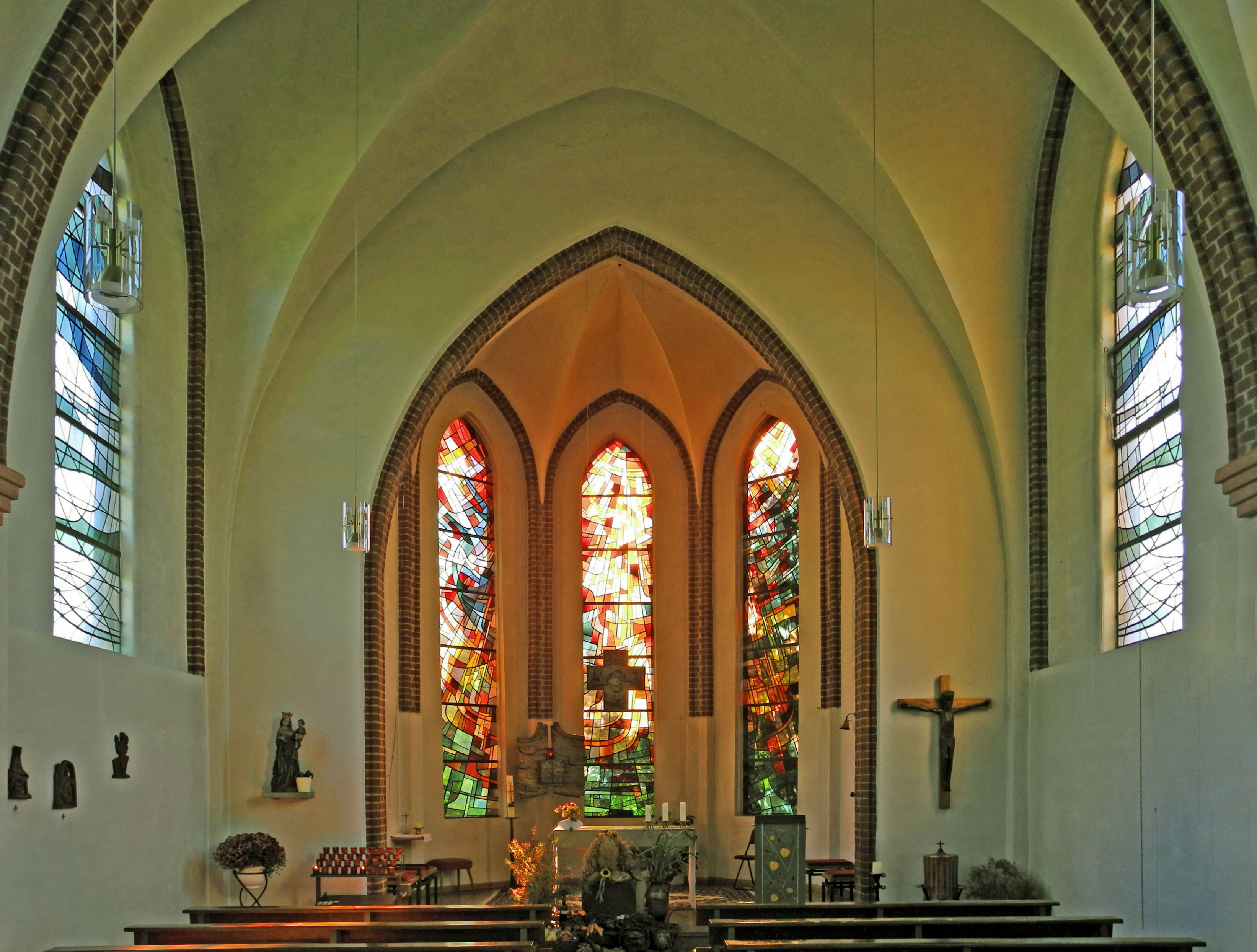
Blick zum Altarraum

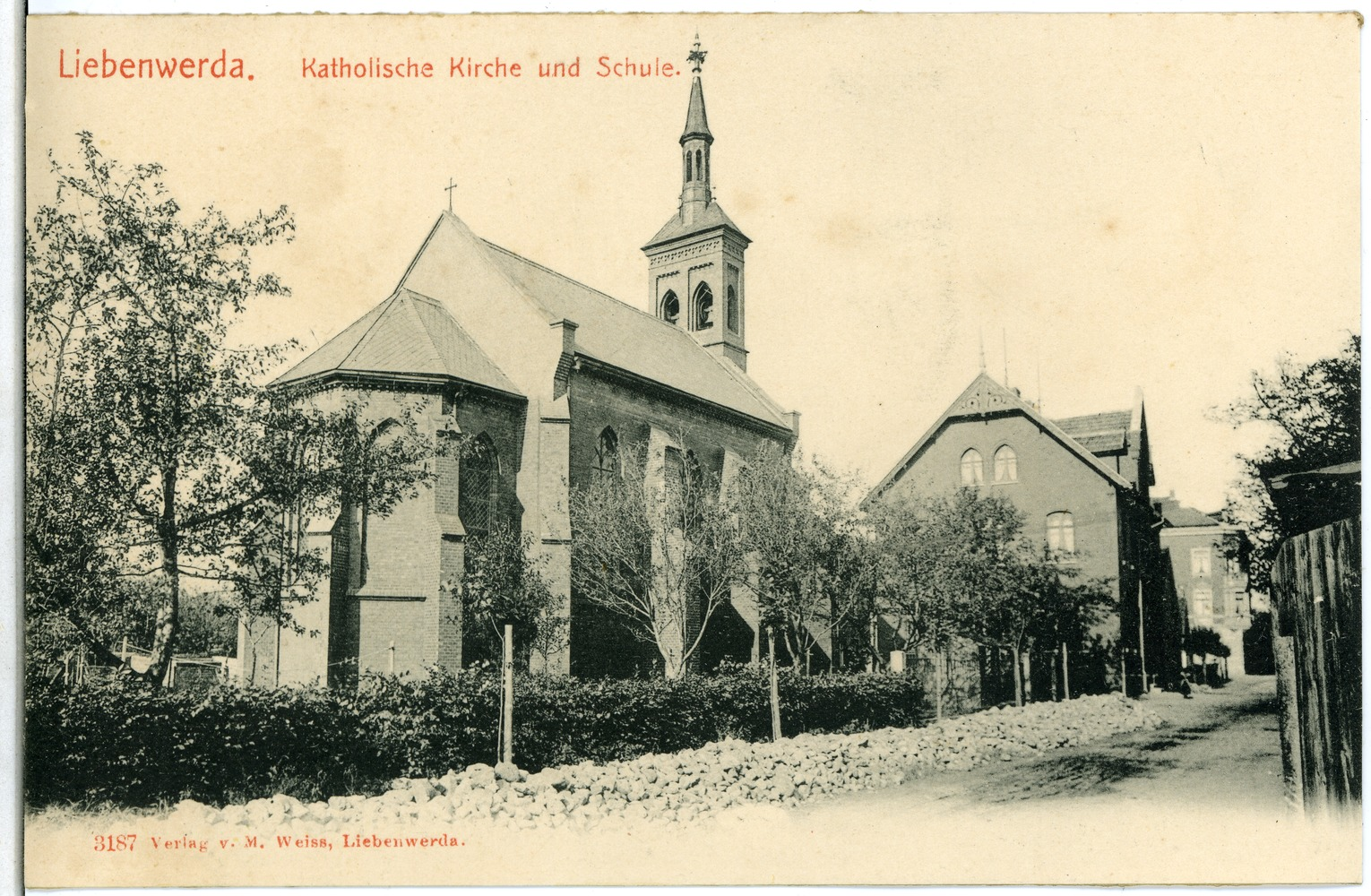
Ansichtskarte der Herz-Jesu-Kirche von 1903

Die römisch-katholische Herz-Jesu-Kirche steht in Bad Liebenwerda, einem Kurort im Landkreis Elbe-Elster im Süden des Landes Brandenburg. Die nach dem Heiligsten Herz Jesu benannte Pfarrkirche gehört zur Pastoralregion Elbe-Elster des Bistums Magdeburg.

## Geschichte
Durch die 1528 in Liebenwerda durchgeführte Reformation wurden die Bevölkerung von Liebenwerda und die Stadtpfarrkirche St. Nikolai, die damals zum Bistum Meißen gehörten, protestantisch.
Erst in der Franzosenzeit ließen sich wieder einzelne Katholiken, meist aus dem Eichsfeld stammend, in Liebenwerda nieder. Nachdem die Oberlausitzer Eisenbahn-Gesellschaft am 1. Juni 1874 die Eisenbahnstrecke zwischen Kohlfurt und Falkenberg/Elster eröffnet hatte und damit Liebenwerda an das Schienennetz angeschlossen wurde, siedelten sich weitere Katholiken in Liebenwerda an. Sie gehörten zunächst zur Missionspfarrei Torgau.
Vom 3. Mai 1857 an hielt der Torgauer Missionspfarrer im Rathaus von Liebenwerda für die im Raum Liebenwerda wohnenden Katholiken mehrmals im Jahr Gottesdienste, die 1859 in den Saal des Schützenhauses verlegt wurden.
Am 31. März 1873 wurde der Seminarpriester Jakob Christoph Feldkamm zum ersten Missionar von Liebenwerda ernannt, womit in Liebenwerda eine katholische Gemeinde begründet wurde, die zur Missionspfarrei Torgau gehörte. Feldkamm mietete zum 1. Oktober 1873 einen Raum in einem Hintergebäude des Wengerschen Hauses (Markt 21) an, den er als Kapelle ausbaute und wohin der die bis dahin im Saal des Schützenhauses gefeierten Gottesdienste verlegte. Dort fanden die Gottesdienste bis zur Einweihung der Herz-Jesu-Kirche der statt. Seit 1873 werden in Liebenwerda katholische Kirchenbücher geführt. Am 19. Oktober 1874 folgte die Eröffnung einer katholischen Schule, der Schulunterricht fand zunächst im Kapellenraum am Markt statt.
Nachdem sich der Kulturkampf dem Ende zuneigte, konnte 1881 in Liebenwerda an der Gartenstraße das Baugrundstück für die Herz-Jesu-Kirche angekauft werden, auf dem bereits ein Haus stand, in das am 1. April 1882 der Missionar und die katholische Schule einzogen. Am 1. Juni 1882 wurden mit dem Bau der Kirche begonnen, am 25. März 1883 erfolgte durch Missionar Feldkamm die Benediktion der Kirche.
Die katholische Missionsvikarie Liebenwerda wurde am 14. Dezember 1902 zur Filialkirchengemeinde erhoben, 1902/03 fand der Bau eines neuen Pfarrhauses statt. Zum 1. Juli 1915 wurde die Filialkirchengemeinde Liebenwerda zur Pfarrei erhoben. Erst 1919 erfolgte im anlässlich einer Firmung die bischöfliche Altarweihe. In der Zeit des Nationalsozialismus wurde die katholische Schule am 16. August 1938 auf Anweisung der staatlichen Behörden geschlossen. Nachdem infolge der Flucht und Vertreibung Deutscher aus Mittel- und Osteuropa nach dem Zweiten Weltkrieg weitere Katholiken nach Bad Liebenwerda gekommen waren, wurde 1945 im ehemaligen Gasthof Hedenus, der sich gegenüber der Kirche befand, ein Altenheim, das Marienheim, eingerichtet. Am 1. Januar 1948 wurde das Dekanat Torgau gebildet, dem Bad Liebenwerda, das zuvor zum Dekanat Wittenberg gehörte, zugeordnet wurde. 1972 bekam die Kirche ihre Orgel, 1975 folgten die Buntglasfenster im Chor.
Am 1. November 2007 wurde im damaligen Dekanat Torgau der Gemeindeverbund Bad Liebenwerda – Falkenberg – Herzberg – Mühlberg – Schlieben – Uebigau errichtet, dem die Pfarrei Bad Liebenwerda angehörte. Am 2. Mai 2010 wurden die Kirchengemeinden des bisherigen Gemeindeverbundes zur heutigen Pfarrei St. Franziskus Bad Liebenwerda zusammengeschlossen, zu der neben der Herz-Jesu-Kirche in Bad Liebenwerda auch die Allerheiligen-Kirche in Falkenberg/Elster, die Corpus-Christi-Kirche in Herzberg (Elster), die St.-Marien-Kapelle in Mühlberg/Elbe, die St.-Marien-Kapelle in Schlieben und die St.-Peter-und-Paul-Kirche in Uebigau gehören, wovon letztere 2024 profaniert wurde. Im Zuge der Auflösung der Dekanatsstrukturen im Bistum Magdeburg zum 1. September 2023 wurde das Dekanat Torgau aufgelöst und die Pastoralregion Elbe-Elster gebildet, der Bad Liebenwerda zugeordnet wurde.

## Beschreibung
Die Herz-Jesu-Kirche steht auf dem Grundstück Südring 2, am Südwestrand der Altstadt von Bad Liebenwerda, und ist parallel zum Südring ausgerichtet.
Die Saalkirche wurde im Baustil der Neugotik in Klinkermauerwerk erbaut, deren Wände von Strebepfeilern gestützt werden. Sie besteht aus einem Langhaus mit drei Jochen, das mit einem Satteldach bedeckt ist, einem eingezogenen, dreiseitig geschlossenen Chor im Süden und einem querrechteckigen Kirchturm im Norden, dessen offenes oberstes Geschoss den Glockenstuhl beherbergt. Auf seinem sechseckigen Dachreiter sitzt ein spitzer Helm.
An der Ostwand der Kirche hängen die Kreuzwegstationen. Links vom Altarraum steht eine Marienstatue, vor der Opferkerzen aufgestellt werden können, rechts vom Altarraum hängt ein Kruzifix. Der Tabernakel ist an der Rückwand des Altarraumes platziert.
Die Orgel wurde 1972 durch den ortsansässigen Mitteldeutschen Orgelbau A. Voigt erbaut. Das Schleifladen-Instrument hat 12 Register auf zwei Manualwerken und Pedal.